# Valeri Lobanovski
Valeri Lobanovski (rus: Вале́рий Лобано́вский)  (Kíiv, 6 de gener de 1939 - Zaporíjia, 13 de maig de 2002) fou un futbolista ucraïnès de la dècada de 1960 i entrenador.
Fou 2 cops internacional amb la selecció soviètica. Pel que fa a clubs, defensà els colors de FC Dinamo de Kíev, Chornomorets Odessa i FC Xakhtar Donetsk.
Estadístiques com a entrenador:
| Equip                 | De   | Fins | Rècord | Rècord | Rècord | Rècord | Rècord      |
| Equip                 | De   | Fins | J      | G      | E      | P      | Victòries % |
| --------------------- | ---- | ---- | ------ | ------ | ------ | ------ | ----------- |
| Dnipro Dnipropetrovsk | 1968 | 1973 | 213    | 108    | 54     | 51     | 50.7        |
| FC Dinamo de Kíev     | 1974 | 1990 | 681    | 356    | 199    | 126    | 52.28       |
| URSS                  | 1975 | 1976 | 19     | 11     | 4      | 4      | 57.89       |
| RSS Ucraïna           | 1979 | 1979 | 7      | 5      | 1      | 1      | 71.43       |
| URSS                  | 1982 | 1983 | 10     | 6      | 3      | 1      | 60          |
| URSS                  | 1986 | 1990 | 48     | 25     | 12     | 11     | 52.08       |
| Emirats Àrabs Units   | 1992 | 1992 | 12     | 6      | 3      | 3      | 50          |
| Kuwait                | 1993 | 1996 | 41     | 17     | 11     | 13     | 41.46       |
| FC Dinamo de Kíev     | 1997 | 2002 | 268    | 191    | 46     | 31     | 71.27       |
| Ucraïna               | 2000 | 2001 | 18     | 6      | 7      | 5      | 33.33       |
| Total                 | 1968 | 2002 | 1317   | 731    | 340    | 246    | 55.5        |